# Oncos
Oncos este un grup de firme din Cluj Napoca al căror acționar unic este omul de afaceri Vasile Onaca. Oncos este producător și distribuitor de carne de pui, ouă, pâine și produse de patiserie. Obiectul principal de activitate îl reprezintă activitatea de comerț, urmată de cea de producție.
Activitatea de comerț este realizată prin rețeaua de magazine en-detail din orașele Cluj, Gilău, Apahida, Huedin, Zalău, Jibou, Turda, Câmpia Turzii, Ludus, Gherla, Dej, Beclean, Reghin, Bistrița, Tg.Mureș și en-gros prin depozitul din Florești.